# بمب‌گذاری ۱۹۸۴ سفارت آمریکا در بیروت
در ۲۰ سپتامبر سال ۱۹۸۴، گروه شبه نظامی شیعه و اسلامی حزب‌الله با حمایت از جمهوری اسلامی ایران، یک حمله انتحاری در یک خودرو انفجاری برای هدف قرار دادن سفارت آمریکا در شرق بیروت، لبنان انجام داد که منجر به کشته شدن ۲۴ نفر شد.
حزب‌الله همچنین از بمب‌های اتومبیل یا کامیون انتحاری در بمب‌گذاری در انفجار سفارت آمریکا در بیروت در آوریل ۱۹۸۳ و بمب‌گذاری در پادگان بیروت در سال ۱۹۸۳ استفاده کرده بود.

## بمب‌گذاری
در ژوئیه ۱۹۸۴، ایالات متحده سفارت خود را از بیروت غربی به امنیت نسبی اوکار، حومه مسیحیان شرق بیروت منتقل کرد. در ۲۰ سپتامبر ۱۹۸۴، یک مهاجم وانت خود را با ۳۰۰۰ پوند (۱۳۶۰ کیلوگرم) ماده منفجره با سرعت به سمت سفارت شش طبقه راند، در آن موقع هنوز اقدامات امنیتی اساسی در مجموعه، از جمله دروازه عظیم فولادی، به اتمام نرسیده بود. این وانت به سمت ورودی تأسیسات دیپلماتیک در حرکت بود اما پس از اصابت گلوله به راننده توسط محافظ سفیر انگلیس و نگهبانان سفارت لبنان و از دست دادن کنترل وسیله نقلیه، در نزدیک ساختمان سفارت قرار نگرفت. این وسیله نقلیه در ساعت ۱۱:۴۴ صبح پس از برخورد با یک ون پارک شده منفجر شد.
این انفجار «جلوی سفارت را شکافت، شیشه‌ها را خرد کرد، میله‌های فولادی را خم کرد و ماشین‌ها را در پارکینگ نزدیک نابود کرد.» در این حمله در مجموع ۲۴ نفر کشته شدند (از جمله مهاجم). فقط دو نفر از کشته شدگان، آمریکایی بودند: افسر ارشد احکام فرماندهی Kenneth V. از ارتش آمریکا و افسر خرده‌پا درجه 1 Michael Ray Wagner از نیروی دریایی آمریکا که هر دو به دفتر دفاعی دفاع آمریکا در بیروت منصوب شدند. اکثر کشته شدگان لبنانی، «یا کارمندان محلی یا افرادی که به دنبال ویزا هستند» بودند. از بین مجروحان، سفیر ایالات متحده، رجینالد بارتولومیو، و همچنین سفیر انگلیس، دیوید میرس، که در زمان انفجار با بارتولومئو ملاقات داشت، کمی آسیب دیدند.

## مسئولیت
سازمان جهاد اسلامی (IJO) چند ساعت پس از انفجار طی تماس تلفنی مسئولیت حمله را بر عهده گرفت. تماس گیرنده گفت: «این عملیات ثابت می‌کند که ما به وعده قبلی خود عمل خواهیم کرد که اجازه نمی‌دهد حتی یک آمریکایی در خاک لبنان بماند.» دولت آمریکا فهمید که حزب‌الله این حمله را تحت عنوان IJO و با حمایت ایران انجام داده‌است. از طریق شناسایی ماهواره ای، اطلاعات آمریکا کشف کرد که ماکتی از این ضمیمه در پادگان سپاه پاسداران ایران - اجرای پادگان شیخ عبدالله در بعلبک برای تمرین برای حمله ایجاد شده‌است.

## موارد حقوقی
طبق قانون اصلاح شده مصونیت‌های حاکمیت خارجی، قربانیان بمب‌گذاری و خانواده‌های آنها پرونده‌هایی را علیه جمهوری اسلامی ایران تشکیل داده و این کشور را مسئول نقش خود در این حمله دانسته و خواستار جبران خسارت شده‌اند.
- Estate of Doe, et al. v Republic of Iran, et al. (2013) - پنجاه و هشت کارمند ملی خارجی و یک کارمند آمریکایی که در بمب‌گذاری در سفارت ۱۹۸۳ و بمب‌گذاری در ضمیمه سفارت ۱۹۸۴ کشته یا زخمی شدند ۸٫۴ میلیارد دلار غرامت دریافت کرد. قاضی حکم داد «که این حملات توسط گروه تروریستی جهاد اسلامی، معروف به حزب‌الله، با حمایت و تشویق ایران انجام شده‌است.»[۳]
- Brewer v. Islamic Republic of Iran (2009) - به مأمور امنیتی ریچارد برور و خانواده‌اش ۳۱۰ میلیون دلار غرامت تعلق می‌گیرد. ریچارد برور در این انفجار زخمی شد. قاضی حکم داد "حزب‌الله از طریق وزارت اطلاعات و امنیت و سپاه پاسداران ایران بودجه و حمایت قابل توجهی از ایران دریافت کرد. این دادگاه نتیجه گرفت که متهمان "پشتیبانی و منابع مادی" را برای حزب‌الله فراهم کرده‌اند. "[۴]